# Choi Yul
Pour les articles homonymes, voir Choi.
Dans ce nom coréen, le nom de famille, Choi, précède le nom personnel.
Choi Yul est un écologiste sud-coréen, secrétaire général de la Fédération coréenne pour un mouvement écologiste.

## Biographie
Étudiant, Choi Yul s'est opposé au régime militaire et a été emprisonné pendant six ans à partir de 1975. 

Sensibilisé aux conséquences de l'industrialisation rapide de la Corée du Sud sur l'environnement, après sa libération en 1982, il a été un des cofondateurs de l'Institut coréen de recherche sur la pollution (plus connu sous son acronyme anglais : KPRI), en tant que directeur associé des recherches au KPRIt dirige la Fédération coréenne pour un mouvement écologiste depuis 1993.
Depuis 1993, il est secrétaire général de la Fédération coréenne pour un mouvement écologiste (FCEM), qui est la principale organisation de défense de l'environnement en Corée du Sud.
Choi Yul est l'auteur de nombreux ouvrages sur la pollution en Corée.

## Distinctions
Choi Yul a été nommé au Palmarès mondial des 500 en 1994 et est l'un des six lauréats 1995 du Prix Goldman de l'Environnement.